# Nantar
Nantar (Namtar) deus sumério do Destino. Filho de Enlil e Eresquigal. Era um deus infernal e Vizir e comparsa fiel de Eresquigal, servia-lhe de todos os modos, saiu em captura de Nergal, quando ele fugiu de Eresquigal, assim como também foi encarregado de empalar Inana. Surge diversas vezes entres os deuses e diversas situações, mas não era um dos Anunáqui.
Em certa ocasião Enlil quis destruir a humanidade por causa do barulho que produziam em suas cidades. Então mandou Nantar à Terra para que espalhasse uma terrível praga, mas ao chegar Nantar foi recebido com inumeráveis oferendas que os homens lhe prestavam, porém, após iniciar a destruição, Enlil volta atrás ao ver os humanos, mesmo em caos e destruição, oferecendo oferendas ao Nantar.